# Ángela Figuera Aymerich
Ángela Figuera Aymerich (Bilbao, 1902 — Madrid, 1984) va ser una poetessa basca en llengua espanyola, representant de la "Poesía desarraigada" de la primera generación de la postguerra espanyola. De la seva obra se'n destaca un fort compromís social especialment contra la marginació i l'explotació.

## Obres
- Mujer de barro (1948).
- Soria pura (1949).
- Vencida por el ángel (1951).
- El grito inútil (1952).
- Los días duros (1953).
- Víspera de la vida (1953).
- Belleza cruel (1958).
- Toco la tierra. Letanías (1962).
- Cuentos tontos para niños listos (1979).
- Otoño (1983).
- Canciones para todo el año (1984). Pòstum.
- Obras completas (1986).